# 巨大結腸症
巨大結腸症（きょだいけっちょうしょう）は、消化管の蠕動運動を司る神経叢の障害によって腸管拡張を呈する疾患の総称である。別名メガコロン（英語: megacolon）。
腸管壁のアウエルバッハ神経叢およびマイスナー神経叢が機能しないために、結腸（大腸）が萎んだ状態になり、麻痺性腸閉塞のような状態を呈する。
先天性のもの（ヒルシュスプルング病）と後天性のもの（後天性巨大結腸症）がある。

## 原因
- 心臓病
- 筋肉や神経の病気
- 甲状腺疾患
- 膠原病
- 糖尿病などの代謝異常
- 外傷
- 医薬品の副作用
- 下剤の乱用
- 精神的ストレス

など

## 症状
重度の便秘、腹痛、腹部膨満感、吐き気、嘔吐などがみられる。また、水分を吸収する大腸が正常にはたらかなくなるため、脱水症状に陥ることもある。重症な場合には虫垂炎や穿孔などの合併症を起こすことがある。

## 診断、検査
X線撮影によって結腸内の異常なガスの貯留と結腸の拡張を確認する。X線撮影で巨大結腸症が疑われた場合には、CTやMRIなどの画像診断、注腸造影検査、大腸カメラなどが行われ、腸の拡張の程度や結腸内の閉塞の有無などが詳しく評価される。ただし、穿孔や壊死、中毒性巨大結腸症が疑われる場合は大腸カメラおよび造影剤（バリウム化合物など）は禁忌である。
また、炎症反応や脱水状態を調べるために血液検査が行われる（特に中毒性巨大結腸症の場合）。

## 治療
症状改善のために、肛門から減圧チューブを挿入して巨大化した結腸内に貯留した大便や空気を排出する。並行して、原因となった病気の治療を行う。精神的ストレスが原因の心因性場合は、抗不安薬などの向精神薬を用いることもある。副交感神経刺激薬や浣腸が効果を示す場合もある。
重症の場合は手術が必要な場合もある。

## 中毒性巨大結腸症
中毒性巨大結腸症（ちゅうどくせいきょだいけっちょうしょう）は、劇症型の大腸炎に伴って腸管が弛緩性に拡張した状態のこと。急性腹症のひとつ。全身に中毒症状（自家中毒）を現す非常に危険な状態で、一般的な巨大結腸症とは区別して扱われる。
多くの場合、潰瘍性大腸炎（UC）の重症例の合併症として起こる。

### 病態
明確な発症のメカニズムは不明。腸粘膜の炎症が筋層にまで達し、炎症反応で産生された一酸化窒素が結腸の蠕動運動を行う筋肉を弛緩することが原因と言われている。

### 原因
ほとんどの症例では、劇症型の潰瘍性大腸炎（UC）の合併症として起こっている。
ただし、原因となる疾患はUCに限定されず、クローン病や細菌性大腸炎（クロストリジウム・ディフィシルによる偽膜性大腸炎、MRSA腸炎、赤痢菌や腸管出血性大腸菌による出血性大腸炎、腸結核、カンピロバクター、サルモネラ）、アメーバ赤痢、サイトメガロウイルス大腸炎、医薬品の副作用なども原因となり得る。
また、粘血便を伴う重症大腸炎の際に誤って下痢止め（止瀉薬）を服用してしまうと中毒性巨大結腸症のリスクが高まると言われている。

### 症状
腹部の激痛、著しい腹部膨満感、吐き気、嘔吐、発熱、頻脈、脱水症状、電解質異常、低タンパク血症、意識障害などがみられる。本疾患は劇症型大腸炎の合併症であるため、前駆症状として激しい下痢や粘血便を伴う。
しばしば穿孔や壊死を生じ、腹膜炎や敗血症と言った合併症を起こす。合併症を起こした場合の予後は非常に悪く、死に至ることが多い。

### 鑑別疾患
症状が似ている他の急性腹症（上腸間膜動脈血栓症、虚血性大腸炎、虫垂炎、腸重積症、絞扼性腸閉塞、重症急性膵炎など）との鑑別が必要。

### 治療
腸管の安静を維持するために絶食、輸液が必要である。原因となる疾患が感染症の場合には抗生物質投与、潰瘍性大腸炎などの炎症性腸疾患であればステロイド投与など、原因となる病気の治療も行う。
内科的治療を行っても状態が改善しない場合は、緊急手術で巨大化した結腸を切除する必要がある。
穿孔を起こした場合の予後は非常に悪く、外科手術を行っても半数以上の者が死に至る。